# 15889 Xiaoyuhe
A 15889 Xiaoyuhe (ideiglenes jelöléssel (15889) 1997 FD4) a Naprendszer kisbolygóövében található aszteroida. A LINEAR projekt keretében fedezték fel 1997. március 31-én.